# La notte delle fate
La notte delle fate è un singolo del cantautore italiano Enrico Ruggeri, pubblicato il 17 febbraio 2010 dall'etichetta discografica Warner Music.
La canzone, scritta dallo stesso Ruggeri, è stata presentata al Festival di Sanremo 2010 ed è stata inserita nell'album La ruota del cantante pubblicato due giorni dopo il singolo.
Nella serata dei duetti prevista nella scaletta del Festival il cantante ha interpretato questa canzone, dedicata alle donne, con i Decibel, gruppo con il quale il cantante ha esordito negli ultimi anni settanta. Proprio durante questa serata la canzone è stata eliminata dalla manifestazione, in seguito ai voti degli orchestrali di Sanremo e al televoto.

## Classifica
La canzone raggiunge la posizione #22 della classifica italiana ufficiale dei singoli FIMI.

## Tracce
1. La notte delle fate – 3:44